# Yoshi

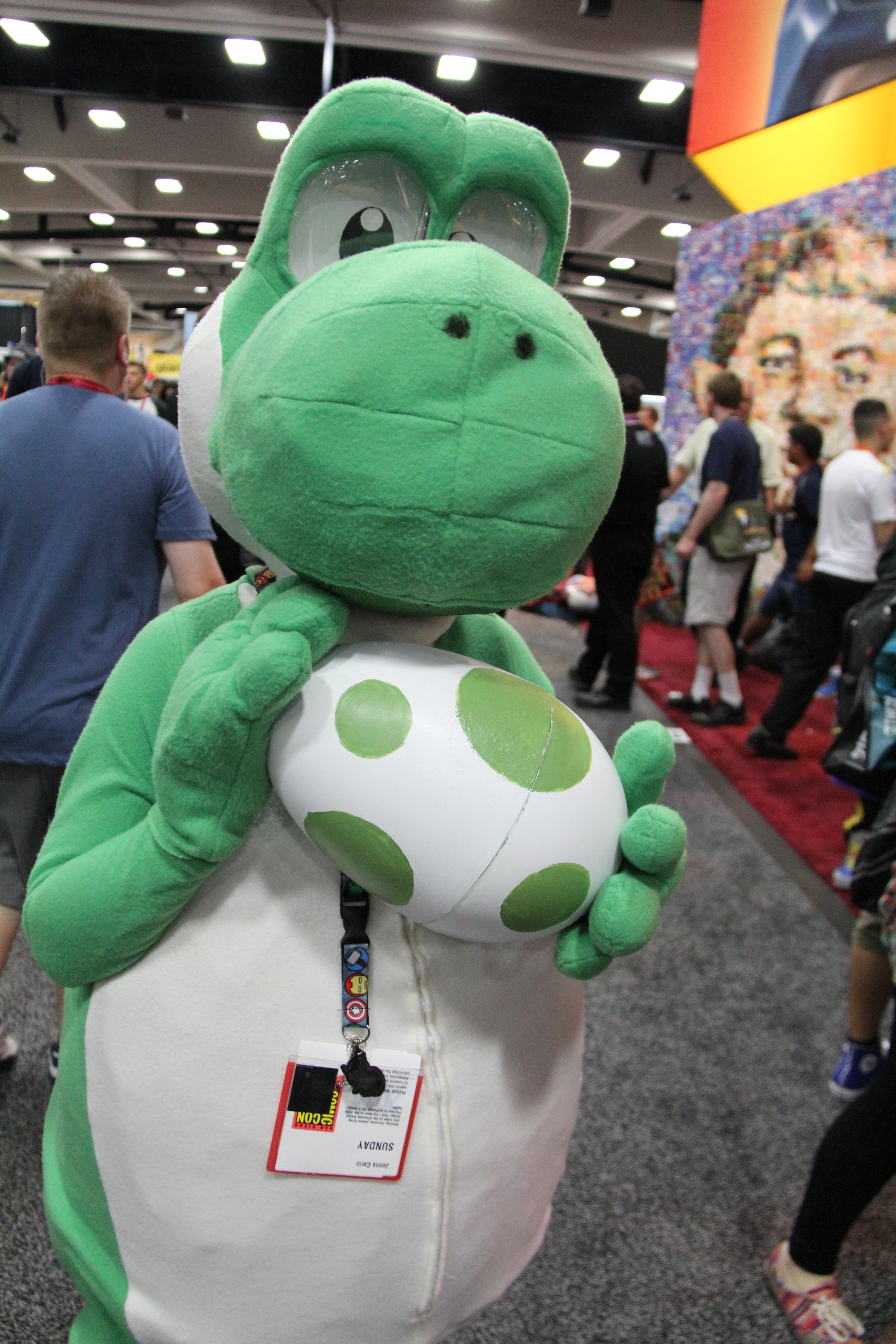
Cosplayer v roli Yoshiho

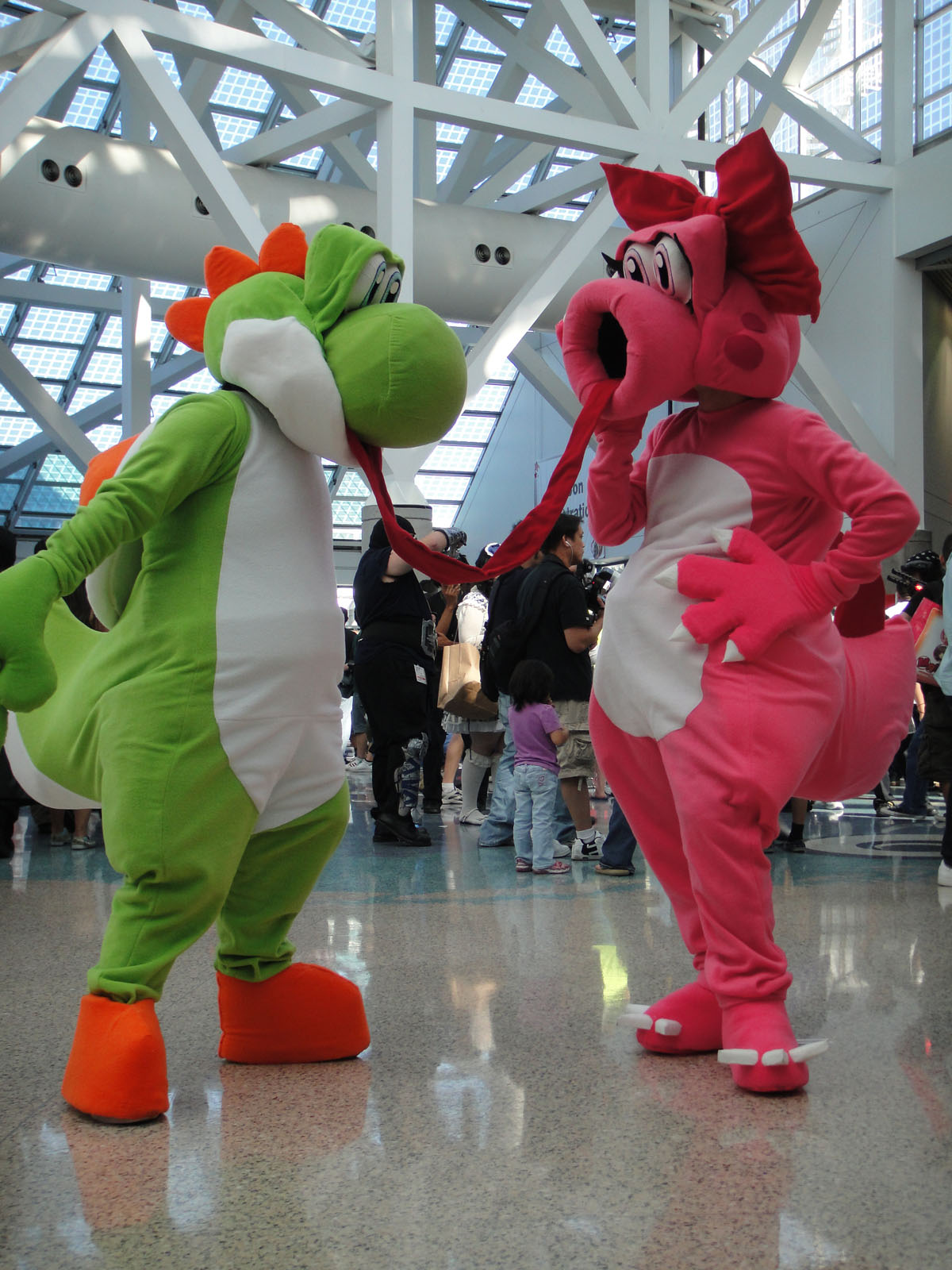
Yoshi a Birdo

Yoshi (anglická výslovnost [ˈjoʊʃi] nebo též [ˈjɒʃi]; japonsky ヨッシー, Jošší) je fiktivní dinosaurus z herní série Super Mario společnosti Nintendo. Nejprve se objevil ve hře Super Mario World z roku 1990. Objevil se poté v mnoha dalších hrách, jako je Super Mario 64, Mario Party, Mario Kart, Mario Smash Bros, Super Mario Sunshine nebo New Super Mario Bros. U, a také v několika vlastních hrách, jako je Super Mario World 2: Yoshi's Island, Yoshi's Story, Yoshi's Woolly World nebo Yoshi's Crafted World.

## Vzhled a charakteristika
Yoshi je nejčastěji zelený, ale i jinak barevný antropomorfní dinosaurus. Typický je pro něj velký nos ve tvaru koule s dvěma malými nosními dírkami nahoře, velké modročerné oči v důlcích tvořících jeho hlavu, dlouhý červený jazyk, zaoblené hrboly na krku, malý oranžový krunýř na zádech (někdy považovaný za sedlo), ruce se čtyřmi prsty, špičatý ocas směřující nahoru a bílé tváře a břicho. Vždy nosí oranžové boty se žlutými podrážkami. Yoshi neumí příliš mluvit, dokáže vyslovit pouze několik jednoduchých slov, jako jsou Yoshi, smash, wow, ha nebo au au au au.
Na rozdíl od většiny tvorů ve hře slouží jako pomocník Maria a Luigiho. S Mariem a Luigim se přátelí už od jejich dětství, což je prokázáno ve hře Super Mario World 2: Yoshi's Island, kdy hráč hraje jako Yoshi a jeho úkolem je ochránit malého Maria a Luigiho před nebezpečným želvím čarodějem Kamekem, který přepadl čápa, který je měl odnést rodičům, přičemž Luigi byl unesen Kamekem, ale Mario spadl Yoshimu na záda. Ve hře Super Mario World přilétá Mario s Luigim a princeznou Peach na Yoshiho ostrov, ten však obsadí Bowser a jeho služebníci, unese princeznu Peach a dinosaury Yoshi uvězní do vajec. Když Mario Yoshiho z vejce osvobodí, stává se Yoshi jeho pomocníkem a vydává se s ním zachránit sedm vajec s mláďaty Yoshiů a princeznu Peach. Mario může na Yoshim jezdit a Yoshi může pomocí svého dlouhého jazyka jíst některé menší nepřátele, které buďto spolkne, použije pro provedení útoku nebo s jejich pomocí snese velké, barevně tečkované vejce, které dále může použít k útočení na nepřátele nebo k získávání různých předmětů. Zároveň má schopnost chodit po ostnech nebo kousajících černých rostlinách (Muncher). Když se při tom, když na něm Mario jede, dotkne Yoshiho nepřítel, Mario z něho spadne a Yoshi začne běhat zleva doprava a brečet, dokud na něj Mario opět nenaskočí, nebo nespadne do jámy. Jakmile jde Mario do domů duchů nebo Bowserových hradů, nechává Yoshiho venku, protože se Yoshi pravděpodobně těchto míst bojí.
Zatímco může být Yoshi označením jedné určité postavy, označuje i celou jeho rasu, což je prokázáno tím, že mnohdy lze vidět mnoho Yoshiů pohromadě. Kromě nejčastějších zelených Yoshiů mohou být i červení, žlutí a modří, ale ve hře Super Mario Sunshine se vyskytují i oranžoví, růžoví a fialoví Yoshiové. Ve hře Super Mario Bros. X se objevil i černý Yoshi.
Různé druhy Yoshiho mohou mít různé schopnosti. Např. červený Yoshi umí plivat oheň, modrý a fialový Yoshi umí létat. I mláďata Yoshiho mají různé schopnosti – modré může plivat bubliny, růžové se může nafouknout a pomoci Mariovi s létáním, žluté svítí a může sloužit Mariovi jako lampa v temným prostředích.
Yoshiho přítelkyní je růžová dinosaurka Birdo, ta však současně působí i jako Mariův nepřítel. I přes to, že je Birdo růžová a nosí mašli na hlavě, Nintendo uvádí, že je ve skutečnosti samec, vzhledem ke svému vyjádření v manuálu ke hře Super Mario Bros. 2, kde je jednoznačně napsáno, že Birdo je samec, který se považuje za samici. Spekuluje se i o tom, jestli Yoshi ve skutečnosti není samice, protože je schopen snášet vejce. Taktéž se hovoří o tom, že je Yoshi hermafrodit a dokáže se rozmnožovat asexuálně.